# Ренье, Анри де
Анри́ Франсуа́ Жозе́ф де Ренье́ (фр. Henri-Francois-Joseph de Régnier; 28 декабря 1864 года, Онфлёр, Кальвадос — 23 мая 1936 года, Париж) — французский поэт и писатель, член Французской академии (1911).
Автор стихов, новелл и романов. В поэзии следовал средней линии между парнасцами и символизмом, экспериментировал со свободным стихом, вместе с тем нередко обращаясь к сонетной форме и продолжая линию «песенок» в духе Нерваля и Верлена. В прозе развивал стилистику «галантного» XVIII века.

## Биография
Происходил из дворянского рода Нормандии. Учился в Париже, в Коллеже Станислава, готовился стать юристом. С 1885 года публиковался во французских и бельгийских журналах. 15 июня 1885 года в журнале Lutèce (фр.) — первая публикация его стихов. Начинал в кругу «Парнаса» (он был женат на Мари (фр.), дочери одного из лидеров группы — Жозе Мария де Эредиа), складывался под влиянием Малларме (постоянно посещал его «вторники» на рю дю Ром), был близок к символистам (Жан Мореас, Гюстав Кан). Дружил и переписывался с Андре Жидом, Полем Валери и другими.
Кроме стихов, Ренье написал также большое количество романов и новелл, в которых показал себя блестящим стилистом и таким же эстетом и стилизатором, как и в своем поэтическом творчестве. Самые значительные из его прозаических произведений: «Яшмовая трость» («La canne de jaspe»), «Дважды любимая» («La double maitresse»), «По прихоти короля» («Le bon plaisir», 1902), «Полуночная свадьба» («Le mariage de minuit»), «Амфисбена» (1912), «Провинциальное развлечение» («Le divertissement provincial», 1925). Почти вся проза Ренье (за исключением критических этюдов) издана на русском языке в добротных переводах издательства «Academia» (1922—1927).

## Признание
В 1911 году избран членом Французской академии. Музыку на стихи Ренье писали Морис Равель, Габриэль Форе, Рейнальдо Ан, Альбер Руссель и другие. В 1931 году фильм (фр.) по новелле Анри де Ренье «Несчастная красавица» снял Ясудзиро Одзу.
В России пропагандистом Ренье, переводчиком его поэзии и прозы был Максимилиан Волошин, его творчеством интересовался Михаил Кузмин. Его стихи переводили Валерий Брюсов, Иннокентий Анненский, Илья Эренбург, Бенедикт Лившиц, Всеволод Рождественский, Вильгельм Левик, Роман Дубровкин и другие.

## Произведения

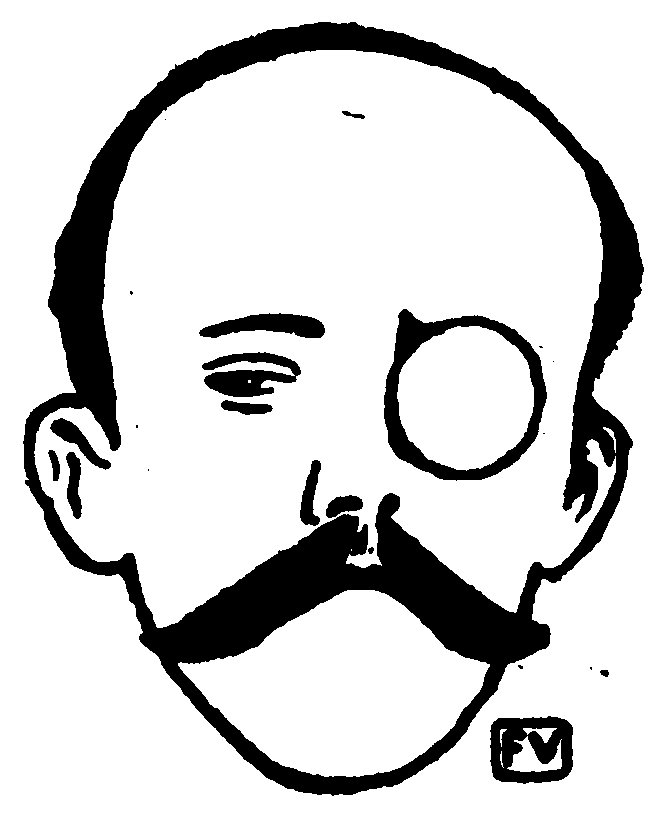
Феликс Валлотон. Портрет Анри де Ренье, 1898 год

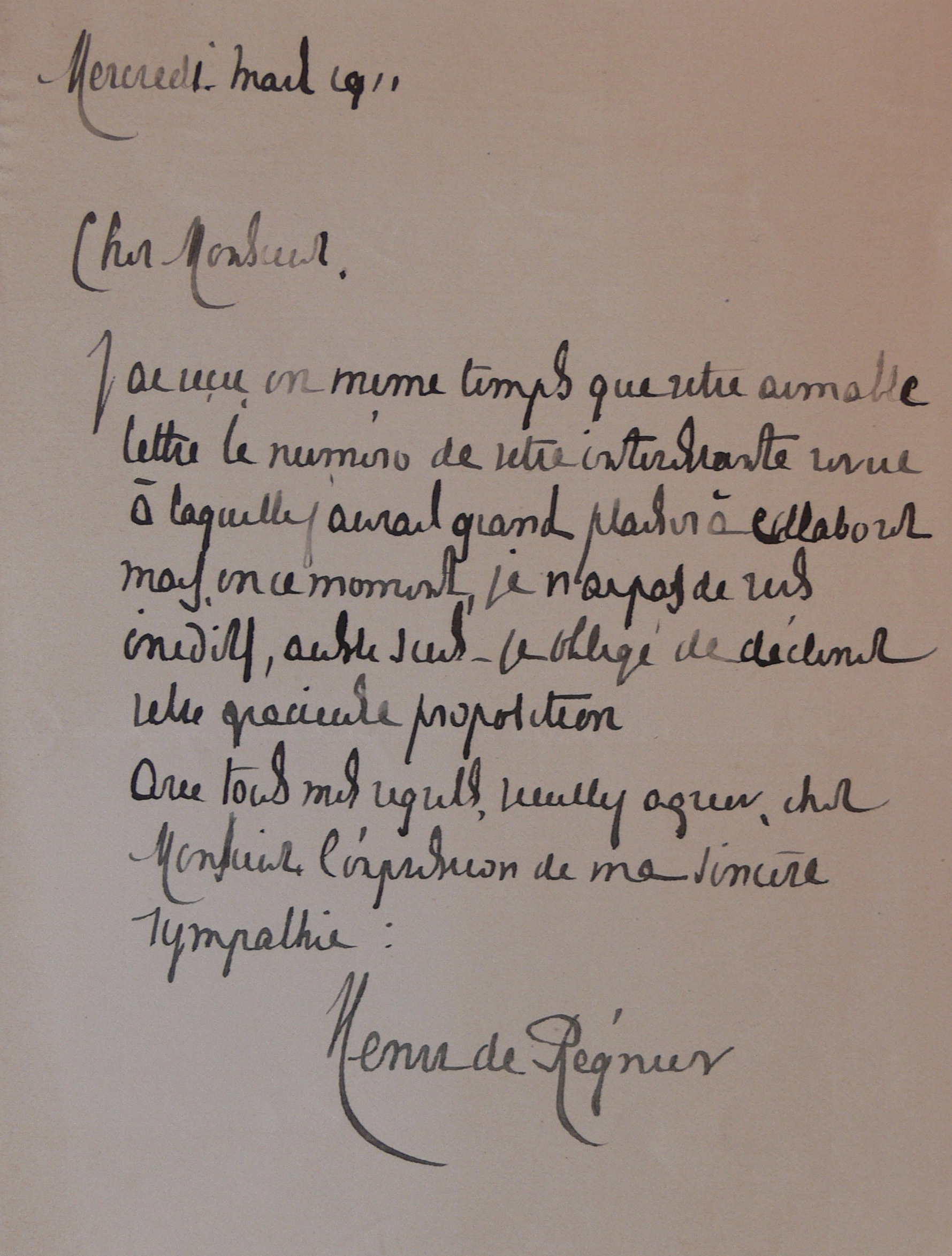
Письмо Анри де Ренье, 1911 год

- 1885 — Les lendemains. Apaisement / На завтра. Успокоение. (стихи)
- 1886—1888 — Épisodes (стихи)
- 1890—1895 — Poèmes anciens et romanesques, 2 т. / Стихи в античном и романском духе
- 1893 — Contes à soi-même
- 1894 — Tel qu’en songe / Как во сне (стихи)
- 1894 — Le Bosquet de Psyché
- 1895 — Aréthuse (стихи)
- 1897 — Jeux rustiques et divins (стихи)
- 1897 — La canne de jaspe / Яшмовая трость (сборник рассказов)
- 1899 — Le trèfle blanc
- 1900 — La double maîtresse / Дважды любимая (роман)
- 1900 — Les médailles d’argile / Глиняные медали (стихи)
- 1901 — Les amants singuliers
- 1901 — Figures et caractères
- 1902 — Le bon plaisir / По прихоти короля (роман)
- 1903 — Les vacances d’un jeune homme sage / Каникулы скромного молодого человека (роман)
- 1903 — Le mariage de minuit / Полуночная свадьба / роман
- 1904 — Les rencontres de M. de Bréot / Встречи г-на де Брео (роман)
- 1905 — Le passé vivant (роман)
- 1906 — La sandale ailée, 1903—1905 (стихи)
- 1906 — L’amour et le plaisir
- 1906 — Esquisses vénitiennes
- 1906 — Sujets et paysages
- 1907 — La peur de l’amour
- 1909 — Couleur du temps / Оттенки времени
- 1910 — Le miroir des heures (стихи)
- 1912 — La cité des eaux (стихи)
- 1912 — Contes de France et d’Italie
- 1912 — L’amphisbène / Амфисбена (роман)
- 1913 — Portraits et souvenirs
- 1913 — Le plateau de laque
- 1914 — Romaine Mirmault / Ромэна Мирмо (роман)
- 1915 — La flambée (роман)
- 1916 — L’illusion héroïque de Tito Bassi / Героические иллюзии Тито Басси (роман)
- 1918—1914—1916 (стихи)
- 1919 — Histoires incertaines
- 1920 — La pécheresse, histoire d’amour / Грешница, история любви (роман)
- 1921 — Vestigia flammae / Следы пламени (стихи, на латыни)
- 1924 — Les bonheurs perdus
- 1925 — Le divertissement provincial. L’entrevue. Proses datées. Baudelaire et les Fleurs du mal / Провинциальное развлечение (роман)
- 1926 — Contes pour chacun de nous
- 1926 — L’escapade
- 1927 — Monsieur d’Armercœur
- 1927 — Le pavillon fermé
- 1927 — Contes vénitiens
- 1928 — L’Altana ou la vie vénitienne (1899—1924), 2 vol.
- 1928 — Flamma tenax, 1922—1928 (стихи)
- 1928 — Lui, ou les femmes et l’amour
- 1930 — Le voyage d’amour ou l’initiation vénitienne
- 1930 — Nos rencontres. Escales en Méditerranée
- 1931 — Choix de poèmes (избранные стихотворения)
- 1933 — Airs pour l'écho (стихи)
- 1931 — Lettres diverses et curieuses, écrites par plusieurs à l’un d’entre eux
- 1931 — De mon temps
- 1937 — Le paradis retrouvé, contes choisis (издано посмертно)

## Издания
- Les cahiers: inédits, 1887—1936. Paris: Pygmalion, 2002

## Издания на русском языке
- Собрание сочинений. Т. 1-19. Л.: Academia, 1923—1926
- Семь портретов / Перевод М. Кузмина. Пг.: Петрополис, 1921 (переизд. в 1990-х в библиофильской серии «Возвращение»)
- Маркиз Д’Амеркер. Москва: Альциона, 1914. (переиздание: М.: Библиотека «Огонёк», 1927).
- Лившиц Б. От романтиков до сюрреалистов. Антология французской поэзии. Л.: Время, 1934, с.89-91
- Эренбург И. Тень деревьев. М.: Прогресс, 1969, с.118-121
- Акация // Французская новелла двадцатого века, 1900—1939. М.: Художественная литература, 1973, с. 80-107
- Поэзия Франции. Век XIX. М.: Художественная литература, 1985, с.382-384
- Собрание сочинений. Т. 1-7. М.: Терра, 1992—1993
- Страх любви. СПб: Северо-Запад, 1993
- Ромэна Мирмо. СПб: Северо-Запад, 1993
- Необыкновенные любовники. СПб: Северо-Запад, 1993
- Яшмовая трость. СПб: Северо-Запад, 1993
- Рассказы. Стихотворения. СПб: Северо-Запад, 1993
- [Стихи] // Семь веков французской поэзии в русских переводах. СПб: Евразия, 1999, с.469-474
- Грешница. М.: Б. С. Г. — Пресс, 2006
- Полуночная свадьба. М.: Гелеос, 2006